# 大学奖学金服务档案
大学奖学金服务档案（英語：College Scholarship Service Profile, CSS Profile），又译财政援助申请表，是由美国大学理事会创建并维护的在线申请系统，允许即将入学和在校的大学生申请非联邦财政援助。其主要用于让大学理事会成员机构全面地了解学生的家庭和财务状况，以帮助这些机构评估学生是否有资格符合获得资助。
目前，CSS Profile被美国大约400所高等院校及獎學金项目用于确定学生的财政援助资格。